# غزلان (إيران)
غزلان هي قرية في مقاطعة مياندوآب، إيران. يقدر عدد سكانها بـ 734 نسمة بحسب إحصاء 2016.